# Bison latifrons
Bò rừng Bison khổng lồ kỷ Băng hà hay bò rừng Bison sừng dài (Danh pháp khoa học: Bison latifrons) là một loài thú đã tuyệt chủng của bò rừng mà sống ở Bắc Mỹ trong kỷ Pleistocene. Chúng phát triển mạnh ở Bắc Mỹ trong khoảng 200.000 năm, nhưng đã tuyệt chủng cách đây 20.000-30.000 năm trước đây.

## Đặc điểm
B. latifrons đạt đến chiều cao vai là 2,5 mét (8,2 ft) và có thể nặng hơn 2.000 kg (£ 4400). Nó cạnh tranh với Pelorovis cho danh hiệu loài trâu lớn nhất, và thậm chí cả động vật nhai lại lớn nhất từ trước đến nay. Sừng của B. latifrons đo lớn như 213 cm (84 in) so với chỉ 66 cm (26 in) ở Bò rừng Bison hiện đại. Là một động vật ăn cỏ, B. latifrons được cho là đã sống trong các nhóm gia đình nhỏ, chăn thả gia súc trong vùng đại ngũ hồ và ăn lá trong rừng cây của Bắc Mỹ. Sừng lớn để chống lại những kẻ thù và để thiết lập sự thống trị trong chiến đấu với những con đực khác để được quyền giao phối.